# Scott Riggs
Russell Scott Riggs (Bahama, 1º gennaio 1971) è un pilota automobilistico statunitense.
Corre part-time nella Nascar Camping World Truck Series.

## Carriera
Debutta in Nascar nel 1999 nella Camping World Truck Series dove ha totalizzato 5 vittorie. Ha corso anche nella Nationwide Series, categoria in cui ha vinto 4 volte ed è stato eletto miglior debuttante nel 2002, è arrivato 6º nel 2003 e, nello stesso anno, premiato come pilota più popolare della categoria. Nella Sprint Cup Series non ha mai vinto ma ha totalizzato 3 pole position e 16 top ten.

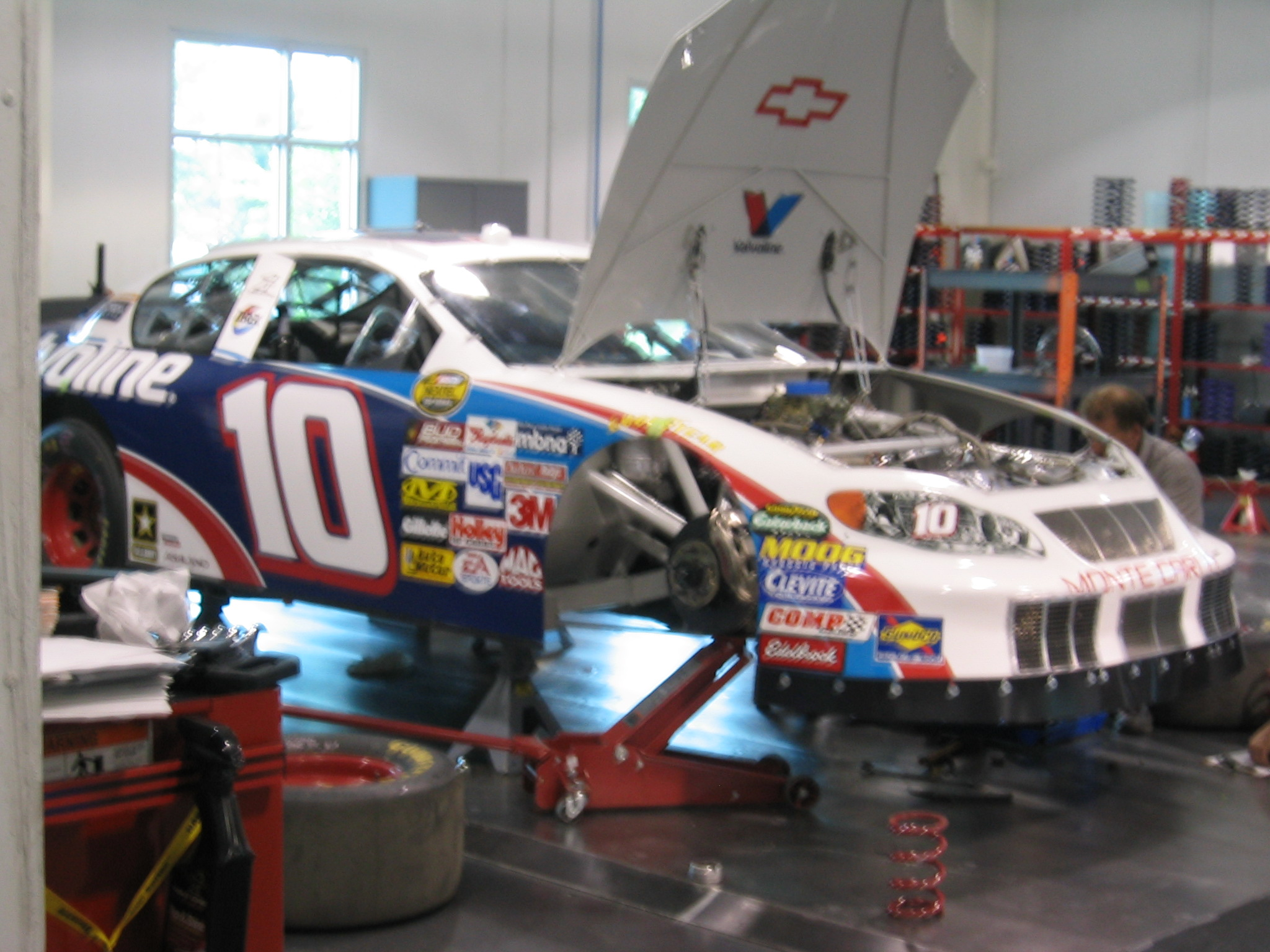